# CONCACAF Women's Invitational Tournament 1993
La CONCACAF Women's Invitational Tournament 1993 è stata la seconda edizione del massimo campionato nordamericano di calcio femminile organizzata dalla Confederation of North, Central America and Caribbean Association Football (CONCACAF) e destinato a rappresentative femminili dell'America del Nord, America centrale e regione caraibica. Il torneo, che nella sua fase finale ha visto confrontarsi quattro nazionali, si è disputato a Long Island negli Stati Uniti d'America dal 4 all'8 agosto 1993.
Gli Stati Uniti hanno vinto il torneo per la seconda volta consecutiva concludendo il girone finale al primo posto davanti a Nuova Zelanda, Canada e Trinidad e Tobago.

## Stadio del torneo
| New Hyde Park | Hyde Park (New York) |
| ------------- | -------------------- |
| New Hyde Park | New Hyde Park        |
| New Hyde Park | Capacità: ?          |
| New Hyde Park |                      |

## Girone finale

### Classifica
| Pos. | Squadra           | Pt | G | V | N | P | GF | GS | DR  |
| ---- | ----------------- | -- | - | - | - | - | -- | -- | --- |
| 1.   | Stati Uniti       | 9  | 3 | 3 | 0 | 0 | 13 | 0  | +13 |
| 2.   | Nuova Zelanda     | 4  | 3 | 1 | 1 | 1 | 7  | 3  | +4  |
| 3.   | Canada            | 4  | 3 | 1 | 1 | 1 | 4  | 1  | +3  |
| 4.   | Trinidad e Tobago | 0  | 3 | 0 | 0 | 3 | 0  | 20 | -20 |

### Risultati
| Hyde Park 4 agosto 1993                                                 | Canada    | 4 – 0 referto | Trinidad e Tobago | New Hyde Park (1.027 spett.) |
| \| \| \| \| \| Burtini 20’ Vamos 40’, 50’ Hooper 79’ \| Marcatori \| \| |           |               |                   |                              |
|                                                                         |           |               |                   |                              |
| Burtini 20’ Vamos 40’, 50’ Hooper 79’                                   | Marcatori |               |                   |                              |

| Hyde Park 4 agosto 1993                                             | Stati Uniti | 3 – 0 referto | Nuova Zelanda | New Hyde Park (1.300 spett.) |
| \| \| \| \| \| Lilly ?’ Jennings ?’ Rafanelli ?’ \| Marcatori \| \| |             |               |               |                              |
|                                                                     |             |               |               |                              |
| Lilly ?’ Jennings ?’ Rafanelli ?’                                   | Marcatori   |               |               |                              |

| Hyde Park 6 agosto 1993 | Canada | 0 – 0 referto | Nuova Zelanda | New Hyde Park (500 spett.) |

| Hyde Park 6 agosto 1993                                                                                                  | Stati Uniti | 9 – 0 referto | Trinidad e Tobago | New Hyde Park (458 spett.) |
| \| \| \| \| \| Fawcett ?’ Lilly ?’ Venturini ?’ Jennings ?’ Kaufman ?’ Akers ?’, ?’ Rafanelli ?’ ? ?’ \| Marcatori \| \| |             |               |                   |                            |
| |             |               |                   |                            |
| Fawcett ?’ Lilly ?’ Venturini ?’ Jennings ?’ Kaufman ?’ Akers ?’, ?’ Rafanelli ?’ ? ?’                                   | Marcatori   |               |                   |                            |

| Hyde Park 8 agosto 1993                                                                              | Nuova Zelanda | 7 – 0 referto | Trinidad e Tobago | New Hyde Park (? spett.) |
| \| \| \| \| \| Jacobson ?’, ?’, ?’ Anderton ?’ Chaney ?’ Crawford ?’ Henderson ?’ \| Marcatori \| \| |               |               |                   |                          |
| |               |               |                   |                          |
| Jacobson ?’, ?’, ?’ Anderton ?’ Chaney ?’ Crawford ?’ Henderson ?’                                   | Marcatori     |               |                   |                          |

| Hyde Park 8 agosto 1993                      | Stati Uniti | 1 – 0 referto | Canada | New Hyde Park (1.637 spett.) |
| \| \| \| \| \| Fawcett ?’ \| Marcatori \| \| |             |               |        |                              |
|                                              |             |               |        |                              |
| Fawcett ?’                                   | Marcatori   |               |        |                              |

## Statistiche

### Classifica marcatrici
3 reti
- Maureen Jacobson

2 reti
- Lydia Vamos
- Michelle Akers
- Kristine Lilly
- Carin Jennings
- Sarah Rafanelli
- Joy Fawcett

1 rete
- Silvana Burtini
- Charmaine Hooper
- Christina Kaufman
- Tisha Venturini
- Maria Anderton
- Cinnamon Chaney
- Amanda Crawford
- Wendi Henderson